# جورج تشاونسي
جورج تشاونسي (بالإنجليزية: George Chauncey)‏ هو مؤرخ أمريكي، ولد في 1954.

## وصلات خارجية
- جورج تشاونسي على موقع IMDb (الإنجليزية)